# 抜山映子
抜山 映子（ぬきやま えいこ、1934年2月26日 - ）は、日本の政治家、弁護士。元参議院議員（1期）。兵庫県神戸市垂水区出身。神戸大学大学院法学研究科修士課程修了。

## 経歴
- 1983年6月の参院選に民社党公認で兵庫選挙区より出馬、初当選。
- 1985年4月、民社党婦人対策委員長に就任。
- 1989年2月、民社党副委員長に就任。同党結党史上初の女性からの起用となり、同党解党まで務めた。しかし、同年7月の参院選で落選。
- 1992年7月の参院選では比例区に民社党公認（名簿4位）で出馬するが落選。
- 1994年12月、民社党解党。